# 安北街道
安北街道，是中华人民共和国吉林省白城市大安市下辖的一个乡镇级行政单位。

## 行政区划
安北街道下辖以下地区：
老坎子社区和安铁社区。